# Qarah Ţūreh (ort, lat 35,81, long 47,45)
Qarah Ţūreh (persiska: قَرِه تورِه, قَرا طَوَرِه, قَراطورِه, قره طوره, Qareh Tūreh) är en ort i Iran.   Den ligger i provinsen Kurdistan, i den nordvästra delen av landet, 400 km väster om huvudstaden Teheran. Qarah Ţūreh ligger 1 866 meter över havet och antalet invånare är 141.
Terrängen runt Qarah Ţūreh är platt åt sydväst, men åt nordost är den kuperad. Terrängen runt Qarah Ţūreh sluttar västerut.Runt Qarah Ţūreh är det ganska glesbefolkat, med 23 invånare per kvadratkilometer. Närmaste större samhälle är Bījār, 15,1 km öster om Qarah Ţūreh. Trakten runt Qarah Ţūreh består i huvudsak av gräsmarker.